# David Verburg
David Verburg, född 14 maj 1991, är en amerikansk friidrottare. Verburg ingick i de amerikanska lagen som tog VM-guld 2013 och 2015 på 4 x 400 meter.